# Slow Riot for New Zerø Kanada
Slow Riot for New Zerø Kanada – EP zespołu Godspeed You! Black Emperor, wydana przez Constellation Records w 1999 roku.
Na okładce płyty znajduje się napis w języku hebrajskim, który w transliteracji brzmi "tohu va vohu". Zwrot ten użyty jest zarówno w Księdze Rodzaju (Rdz 1:2) i Księdze Jeremiasza (Jer 4:23) i oznacza "bezład i pustkowie". Na odwrocie okładki albumu znajduje się diagram z instrukcją w języku włoskim wyjaśniający sposób wykonania koktajlu Mołotowa.
Tytuł "BBF3" odnosi się do Blaise'a Baileya Finnegana III, którego ekscentryczne przemówienie stanowi oś drugiego utworu na EP. Finnegan recytuje poemat który, jak twierdzi, napisał sam; okazało się jednak po wydaniu płyty, że jest to w dużej mierze tekst utworu "Virus" grupy Iron Maiden napisanego przez Blaze’a Bayleya. Sample z utworu "Providence" zostały użyte przez grupę w nagraniu utworu "Steve Reich" podczas sesji nagraniowej dla VPRO Radio w 1998 roku.

## Lista utworów
1. "Moya" – 10:51
2. "BBF3" – 17:45